# 畑中武夫
畑中 武夫（はたなか たけお、1914年（大正3年）1月1日 - 1963年（昭和38年）11月10日）は、日本の天文学者。日本の電波天文学の開拓者として知られている。

## 生涯
和歌山県田辺市に生まれたが、少年時代に新宮市に引っ越したので、同市を出身地とした。旧制新宮中学校（現・和歌山県立新宮高等学校）時代から科学雑誌を読み、天文学を志す。旧制第一高等学校を経て、1937年東京帝国大学理学部天文学科卒業。はじめは理論天体物理学を専攻し、東京大学助手を経て、1945年講師となる。萩原雄祐の下で惑星状星雲の放射機構を研究し、同年9月、学位論文「惑星状星雲に於ける電離ヘリウム、二重電離酸素及び二重電離窒素原子間の光学的交互作用理論（英文）」により、理学博士の学位を取得。。  
助教授を経て、1953年、東京大学教授。
イギリスのマーチン・ライルらの論文によって日本に電波天文学が紹介されると、率先して研究テーマをこれに変え、1957年東京大学附属東京天文台天体電波部長に就任。若くして日本の天文学界をリードする存在となり、国際的に活躍し一般のメディアにも多く登場したが、1963年11月10日、脳出血のため49歳で急死した。
畑中の死後、その名は月のクレーター及び1978年11月1日に冨田弘一郎によって発見された小惑星に名付けられた。畑中の名がつけられた小惑星については(4051) Hatanakaを参照。
畑中の弟子としては、赤羽賢司、守山史生、森本雅樹、河鰭公昭らがいる。また、萩原雄祐門下で弟弟子の小尾信彌も兄弟子の畑中にも師事した。

## 略歴
- 1931年 - 旧制新宮中学校卒
- 1933年 - 旧制第一高等学校卒
- 1937年 - 東京帝国大学理学部天文学科卒、東京帝大理学部助手
- 1945年 - 東京帝大理学部講師（現在の助教授）
- 1947年 - 東京大学理学部助教授（旧制から新制へ移行）
- 1953年 - 東京大学理学部教授
- 1957年 - 東京大学附属東京天文台天体電波部長（野辺山太陽電波観測所の設営に当たる）
- 1962年 - 日本学術会議会員当選
- 1963年 - 急逝。叙・正四位、勲三等瑞宝章受章。

## 著作

### 単著
- 『日食・コロナとは何か』（恒星社厚生閣　天文學叢書2　1948年）
- 『宇宙・太陽』（毎日新聞社　毎日ライブラリー　1952年）
- 『現代自然科學講座5・星と星の間』（弘文堂　1952年）
- 『宇宙と星』（岩波書店　岩波新書　1956年）ISBN 4-00-416012-X
- 『ライフ　ネーチュア　ライブラリー』（時事通信社　1963年）
- 『宇宙空間への道』（岩波書店　岩波新書　1964年）
- 『電波天文学・電波天文学の発達』（恒星社厚生閣　新天文学講座10　新版　1964年）
- 『天体の物理観測・天体スペクトル理論入門』（恒星社厚生閣　新天文学講座15　新版　1965年）
- 『星座・太陽を呑む赤い老星の秘密』（作品社　日本の名随筆　1992年）

### 共著
- 『地球天文事典』（平凡社　体系理科事典１　1958年）
- 『宇宙空間の科学』（白桃書房　1960年）

### 訳書
- 『恒星内部構造論』（アーサー・エディントン著　弘文堂　1952年）
- 『宇宙』（D.バーガミニ著　タイムライフ社　1970年）
- 『宇宙』（D.バーガミニ著　パシフィカ　ライフネーチュアライブラリー　1977年）